# العوامية (سوهاج)
قرية العوامية هي إحدى القرى التابعة لمركز ساقلتة بمحافظة سوهاج في جمهورية مصر العربية. حسب إحصاءات سنة 2006، بلغ إجمالي السكان في العوامية 15644 نسمة، منهم 8228 رجل و7416 امرأة.